# Lobbygesetz
Das Lobbygesetz (abgekürzt LobbyG) ist in Österreich der Name des Gesetzes, das die (entgeltliche) Einflussnahme (Lobbying-Tätigkeit) im Interesse eines Auftraggebers auf Entscheidungsprozesse in der Gesetzgebung oder Vollziehung in Österreich regelt. Nicht geregelt im LobbyG ist eine Lobbying-Tätigkeit im Bereich der Justiz.

## Ziel des Gesetzes
Ziel des LobbyG ist es, Offenheit und Transparenz bei der Tätigkeit von Lobbyisten herzustellen. Es sollen dadurch Regelungen geschaffen werden, wie gesellschaftliche Gruppen und Einzelinteressen in berechtigten Fällen gegenüber dem Gesetzgeber und der Vollziehung korrekt geltend gemacht werden können. Mit dem LobbyG nicht verhindert werden kann Korruption, weswegen diesbezüglich sich auch keine Regelungen im LobbyG finden.
In Bezug auf das LobbyG kam es im ersten Jahrzehnt seit Inkrafttreten 2012 zu keiner einzigen Anwendung durch die Gerichte in Österreich. Dass LobbyG kann daher als totes Recht bezeichnet werden.

## Aufbau des Gesetzes
- 1. Abschnitt (Allgemeine Bestimmungen)
  - § 1 (Anwendungsbereich)
  - § 2 (Ausnahmen)
  - § 3 (Kompetenz)
  - § 4 (Begriffsbestimmungen)
- 2. Abschnitt (Verhaltenspflichten)
  - § 5 (Lobbying-Tätigkeiten)
  - § 6 (Prinzipien der Lobbying-Tätigkeit und Interessenvertretung)
  - § 7 (Verhaltenskodex)
  - § 8 (Tätigkeitseinschränkung)
- 3. Abschnitt (Registrierungspflichten)
  - § 9 (Lobbying- und Interessenvertretungs-Register)
  - § 10 (Abteilung A)
  - § 11 (Abteilung B)
  - § 12 (Abteilungen C und D)
- 4. Abschnitt (Sanktionen und andere Rechtsfolgen)
  - § 13 (Verwaltungsstrafen)
  - § 14 (Streichung aus dem Lobbying- und Interessenvertretungs-Register)
  - § 15 (Nichtigkeit von Verträgen)
- 5. Abschnitt (Schlussbestimmungen)
  - § 16 (Inkrafttreten und Übergangsbestimmungen)
  - § 17 (Vollziehung)
  - § 18 (Verweise)

## Ausgewählte Bestimmungen im Gesetz

### Lobbying-Tätigkeit
Lobbying-Tätigkeit ist nach § 4 Zif. 1 LobbyG: jeder organisierte und strukturierte Kontakt mit Funktionsträgern zur Einflussnahme (§ 1 Abs. 1 LobbyG) mit denen im Interesse eines Auftraggebers auf bestimmte Entscheidungsprozesse in der Gesetzgebung oder Vollziehung des Bundes, der Länder, der Gemeinden und der Gemeindeverbände unmittelbar Einfluss genommen werden soll. Damit ist grundsätzlich nur die direkte, unmittelbare Einflussnahme auf österreichische Entscheidungsträger in diesen nationalen Institutionen definiert. Wird Lobbying über z. B. Medien oder sonstige gesellschaftliche Einflussnahme betrieben, ist dies vom LobbyG nicht erfasst. Ebenso nicht, wenn es zu Zufallstreffen mit öffentlichen Funktionsträgern / Amtsträgern auf Fachseminaren, Veranstaltungen, Vorträgen oder bei sonstigen gesellschaftlichen Treffen kommt oder wenn solche Treffen im privaten Kreis stattfinden etc.
Dabei ist in § 4 Zif. 2 der Lobbying-Auftrag als ein entgeltlicher Vertrag, durch den ein Auftraggeber den Auftragnehmer verpflichtet, Lobbying-Tätigkeiten auszuüben, genannt, woraus aber nicht zwingend ableitbar ist, dass unentgeltliche Tätigkeit kein Lobbying-Auftrag sein kann. Der Begriff entgeltlich ist dabei nicht im LobbyG geregelt, wird aber alle Formen einer Vorteilsgewinnung umfassen.

### Anwendungsbereich
Nach § 1 des LobbyG sollen damit Verhaltens- und Registrierungspflichten bei Tätigkeiten, mit denen auf bestimmte Entscheidungsprozesse in der Gesetzgebung oder Vollziehung des Bundes, der Länder, der Gemeinden und der Gemeindeverbände unmittelbar Einfluss genommen werden soll, geregelt werden.

### Ausnahmen vom Anwendungsbereich

#### Ausnahmen bei Aufforderung an einem Entscheidungsprozess mitzuarbeiten
Werden Experten oder Sachverständige, Unternehmen, Interessenverbände oder sonstige Personen von Einrichtungen Bund, den Bundesländern, den Gemeinden oder einem Gemeindeverband aufgefordert, Expertisen abzugeben oder an einem Entscheidungsprozess mitzuarbeiten oder ihre Meinung abzugeben, ist dies keine Tätigkeit im Sinne des LobbyG.

#### Ausnahme bestimmter Personengruppen
Die in Österreich sehr weit verbreitete Verhandlungsdemokratie findet sich auch bei den Ausnahmen vom Anwendungsbereich des LobbyG wieder. Bestimmte Gruppen, die zwar unzweideutig Lobbying-Tätigkeit betreiben, werden vom LobbyG ausgenommen. Dies sind die in Österreich sehr wichtigen und in vielen Bereichen eingreifenden Funktionen von Interessenvertretungen durch die Sozialpartner und kollektivvertragsfähige Einrichtungen (mit Ausnahme der Registrierungspflichten nach den §§ 9 und 12 LobbyG). Auf die Interessenvertretung durch sonstige Selbstverwaltungskörper und Interessenverbände ist das Gesetz, mit Ausnahme der Verhaltenspflichten nach § 6 und der Registrierungspflichten nach den §§ 9 und 12 LobbyG ebenfalls nicht anzuwenden (§ 1 Abs. 2 LobbyG).
Ebenfalls gilt das Gesetz nicht für politische Parteien, gesetzlich anerkannte Kirchen und Religionsgesellschaften, den Österreichischen Gemeindebund und den Österreichischen Städtebund, die gesetzlichen Sozialversicherungsträger und den Dachverband der Sozialversicherungsträger sowie Interessenverbände, die keine Dienstnehmer als Interessenvertreter beschäftigen (§ 1 Abs. 3 LobbyG). Solche Interessensverbände sind z. B. auch Vereine, die durchaus maßgebliche Größe und Einfluss erlangen können, auch wenn sie selbst keine Dienstnehmer als Interessenvertreter beschäftigen, sondern sich zur Organisation z. B. solcher Dienstnehmer aus einem dem Verein angehörigen Unternehmen oder einem weiteren Verein bedienen. Die Abgrenzung ist in der Praxis schwierig.
Ebenso ist nach § 2 LobbyG dieses nicht anzuwenden auf:
1. Tätigkeiten eines Funktionsträgers in Ausübung seines Aufgabenbereichs,
2. Tätigkeiten einer Person, mit denen diese nicht-unternehmerische eigene Interessen wahrnimmt,
3. die Wahrnehmung oder Vertretung der Interessen einer Partei oder eines Beteiligten im Zusammenhang mit einem verwaltungsbehördlichen oder gerichtlichen Verfahren,
4. die Rechtsberatung und Vertretung durch Rechtsanwälte, Notare, Wirtschaftstreuhänder und andere dazu befugte Personen[3],
5. die Wahrnehmung außenpolitischer Interessen im diplomatischen oder konsularischen Verkehr und
6. Tätigkeiten, die auf Veranlassung eines Funktionsträgers ausgeübt werden.

Ebenfalls ausgenommen sind Lobbying-Tätigkeiten durch einen Unternehmenslobbyisten (§ 4 Zif. 5 LobbyG), wenn es sich um die Wahrnehmung gesetzlich festgelegter Berufspflichten handelt.
Das LobbyG regelt auch nicht, wenn z. B. bei Abgeordneten zum Europäischen Parlament oder bei Mitgliedern der Europäischen Kommission österreichische Lobbyisten innerhalb des Hoheitsgebiets von Österreich vorstellig werden und Einfluss nehmen wollen (hier gelten eigene Regelungen auf europäischer Ebene).

#### Ausnahme der Privatwirtschaftsverwaltung
Werden vom Bund, den Bundesländern, den Gemeinden oder einem Gemeindeverband Unternehmen als selbständige Einheiten ausgegliedert (Privatwirtschaftsverwaltung, z. B.: Asfinag, Austro Control, Justizbetreuungsagentur, ÖBB etc.), so unterliegen diese nicht dem LobbyG.

#### Ausnahmen von Privatpersonen
Die Einflussnahme von Privatpersonen gegenüber Funktionsträgern / Amtsträgern vom Bund, den Bundesländern, den Gemeinden oder einem Gemeindeverband unterliegen nicht dem LobbyG, sofern diese Privatpersonen nur ihre individuellen privaten Interessen vertreten. Beispiel: Ein Grundeigentümer will beim Bürgermeister eine Umwidmung seines Grundstücks zu Bauland erreichen, um ein Einfamilienhaus zu bauen. Zusammenschlüsse von Bürgern, wie z. B. bei Bürgerinitiativen, vertreten ihre Interessen unentgeltlich, wenn diese bei Funktionsträgern / Amtsträgern vom Bund, den Bundesländern, den Gemeinden oder einem Gemeindeverband vorsprechen und Lösungen verlangen (siehe hierzu § 2 LobbyG).

### Verbot der Lobbying-Tätigkeit
Bestimmte Personen, wie z. B. der Bundespräsident, Mitglieder der Bundesregierung oder einer Landesregierung, Mitglieder inländischer allgemeiner Vertretungskörper, Beamte, Vertragsbedienstete und andere Organe, soweit sie im Rahmen der Gesetzgebung, der Vollziehung oder der Privatwirtschaftsverwaltung des Bundes, der Länder, der Gemeinden und der Gemeindeverbände tätig sind (§ 4 Zif. 10 LobbyG), dürfen nach § 8 LobbyG keine Lobbying-Tätigkeit ausüben, solange sie diese Funktion innehaben. Dies bedeutet, dass sich das Verbot nur auf diese Funktion bezieht und z. B. die Person in einer anderen Tätigkeit durchaus als Lobbyist tätig werden kann, sofern nicht spezielle Gesetze dies verbieten (z. B. für Abgeordnete zum Nationalrat).
Im LobbyG ist für Österreich und auch für eine Tätigkeit auf Ebene der Europäischen Union keinen Cooling-off-Periode für Funktionsträger / Amtsträger vorgesehen, wenn diese aus ihrer Funktion ausscheiden und als Lobbyisten tätig werden wollen. In den USA gilt zum Vergleich eine solche Cooling-off-Periode für die Dauer von zwei Jahren, in Kanada von fünf Jahren und in Litauen für ein Jahr.

### Grundprinzipien
Grundprinzipien der Lobbying-Tätigkeit und Interessenvertretung für Lobbying-Unternehmen, Unternehmen welche Unternehmenslobbyisten beschäftigen, aber auch Selbstverwaltungskörper, Interessenverbände, Lobbyisten und Interessenvertreter (ausgenommen jedoch Sozialpartner und alle kollektivvertragsfähigen Einrichtungen) sind nach § 6 LobbyG:
1. dass, wer die Lobbying-Tätigkeit oder eine Interessenvertretung betreibt, bei jedem erstmaligen Kontakt mit einem Funktionsträger die Identität und die spezifischen Anliegen seines Auftrag- oder Dienstgebers bzw. des Selbstverwaltungskörpers oder Interessenverbandes darlegen muss,
2. dass Informationen nicht auf unlautere Art und Weise beschafft werden dürfen,
3. dass die zur Ausübung der Tätigkeit zur Verfügung stehenden Informationen vom Lobbyisten wahrheitsgemäß weiterzugeben sind,
4. dass sich der Lobbyist über die für den Funktionsträger kundgemachten Tätigkeitseinschränkungen und Unvereinbarkeitsregeln zu informieren und diese Einschränkungen zu beachten hat sowie
5. dass sich der Lobbyist jeden unlauteren oder unangemessenen Drucks auf Funktionsträger zu enthalten; das schließt es freilich nicht aus, dass gesellschaftlich akzeptierte und rechtmäßige Aktionen gesetzt werden, um einer Intervention den entsprechenden Nachdruck zu verleihen, hat.

### Verhaltenskodex
§ 7 LobbyG sieht vor: Lobbying-Unternehmen oder Unternehmen, die Unternehmenslobbyisten beschäftigen, haben ihren Lobbying-Tätigkeiten einen Verhaltenskodex zugrunde zu legen und müssen darauf jedenfalls in ihrem Internetauftritt besonders hinweisen. Auf Verlangen jeder interessierten Person müssen sie dieser einen allgemein verfügbaren Zugang zu dem Verhaltenskodex bekanntgeben oder den Verhaltenskodex ausfolgen. Dieser Verhaltenskodex wird vom LobbyG inhaltlich nicht geregelt, ist nicht staatlich genehmigt und wird auch nicht staatlich kontrolliert und Sozialpartner, alle kollektivvertragsfähigen Einrichtungen, sonstige Selbstverwaltungskörper und Interessenverbände, müssen gar keinen Verhaltenskodex vorweisen.

### Registrierungspflichten
Die Personen bzw. Unternehmen, die Lobbying-Tätigkeiten durchführen, haben sich im öffentlich einsehbaren und online kostenlos abrufbaren Lobbying- und Interessenvertretungs-Register zu registrieren (§ 9 LobbyG). Die Eintragung ist kostenpflichtig. Dieses wird vom Bundesminister für Justiz automationsunterstützt geführt. Aus dem Lobbying- und Interessenvertretungs-Register wird eine Person gestrichen (§ 14 LobbyG), wenn sie schwerwiegend und nachhaltig Verhaltens- oder Registrierungspflichten verletzt und dies keinen unverhältnismäßigen Eingriff in die Erwerbsfreiheit bildet. Bei strafbaren Handlung nach den § 153 (Untreue), § 153a (Geschenkannahme durch Machthaber), § 168b (Wettbewerbsbeschränkende Absprachen bei Vergabeverfahren), § 302 (Missbrauch der Amtsgewalt), § 304 (Geschenkannahme durch Beamte) § 305 (Geschenkannahme durch leitende Angestellte eines öffentlichen Unternehmens), § 306 (Geschenkannahme durch Sachverständige), § 307 (Bestechung), § 308 (Verbotene Intervention) oder § 309 Strafgesetzbuch und einer damit verbundenen rechtskräftigen Verurteilung erfolgt ebenfalls die Streichung aus dem Register. Dies jedoch nicht für Sozialpartner, kollektivvertragsfähige Einrichtungen, sonstige Selbstverwaltungskörper, Interessenverbände und Interessenvertreter, auch wenn diese gegen die Registrierungspflichten verstoßen oder es zu strafgesetzlichen Handlungen kommen würde.

### Sanktionsbestimmungen

#### Geldstrafen
Bei Verstoß gegen bestimmte Bestimmungen des LobbyG (§ 5 Abs. 1 und 2 – Registrierung) können Verwaltungsstrafen verhängt werden (§ 13 LobbyG). Von diesen Sanktionen ausgenommen sind Sozialpartner, die kollektivvertragsfähigen Einrichtungen, sonstige Selbstverwaltungskörper und Interessenverbände auch dann, wenn sie unter Umständen gegen Verhaltens- und Registrierungspflichten verstoßen haben. Diese Verwaltungsstrafen sind Geldstrafen (bis zu 10 000 Euro, im Fall der wiederholten Tatbegehung bis zu 60 000 Euro) und im internationalen Vergleich sowie im Verhältnis zu den Aufwendungen für Lobbying-Tätigkeit sehr gering. Beispiel: Microsoft soll jährlich 4,5 Millionen Euro für Lobbyisten in Brüssel ausgeben, in den USA das Dreifache.
Die Falschangabe von Daten für bzw. bei der Registrierung im Register ist im LobbyG nicht ausdrücklich unter Strafe gestellt. In den USA hingegen wurde 2007 die Strafdrohung für Falschangaben von US$ 50.000 auf US$ 200.000 angehoben und erstmals auch Freiheitsstrafen von bis zu fünf Jahren eingeführt.

#### Nichtigkeit von Verträgen
Nach § 15 LobbyG können Lobbying-Aufträge nichtig sein, wenn dieser entgegen § 5 Abs. 1 LobbyG mit einem nicht zur Eintragung bekanntgegebenen oder eingetragenen Lobbying-Unternehmen geschlossen wird oder entgegen § 5 Abs. 2 nicht zur Eintragung bekanntgegeben oder eingetragen wird. Was jemand wissentlich für einen solchen Auftrag gegeben hat, verfällt zu Gunsten des Bundes. Es sind noch weitere Vorgehensweisen, die zur Nichtigkeit eines Vertrages führen, in § 15 Abs. 2 und 3 LobbyG geregelt.

## Beispiele für Mankos im LobbyG
Im LobbyG sind keine Rechenschaftsberichte für Lobbyisten vorgesehen und auch nicht, dass diese im Internet öffentlich zugänglich gemacht werden müssten. Auch müssen Lobbyisten und solche Organisationen ihre Einnahmen und Ausgaben aus Lobbyismustätigkeiten nicht offenlegen und auch nicht, gegenüber wem sie diese Lobbyismus-Tätigkeit erbracht haben.